# واش‌مرغ چینی
واش‌مرغ چینی (نام علمی: Graminicola striatus) گونه‌ای پرنده از تیرهٔ لیکویان زمینی (Pellornidae) است. این پرنده در گذشته در خانوادهٔ سسک‌های جهان قدیم (Sylviidae) و تیرهٔ لیکویان (Timaliidae) جای داشت.